# Cinclosomàtids
Els cinclosomàtids (Cinclosomatidae) són una família d'aus passeriformes originària d'Austràlia i Nova Guinea amb una història taxonòmica complicada ja que diferents autors inclouen diferents ocells a la família.

## Taxonomia
La classificació del Congrès Ornitològic Internacional (versió 10.2, 2020) inclou dos gèneres amb 12 espècies:
- Gènere Ptilorrhoa, amb 4 espècies.
- Gènere Cinclosoma, amb 8 espècies.